# Witte bedjes-actie
De Witte bedjes-actie was een initiatief van Parool-journalist Henri Knap. Hij lanceerde het idee in 1946 in zijn "Amsterdams dagboek". De actie was bedoeld om geld in te zamelen voor Sinterklaascadeautjes voor zieke kinderen die anders door de Sint "vergeten" zouden worden. Het motto was "Breng zon in de schoorsteen".

De actie begon elk jaar in oktober/november in de rubriek Dagboek (geschreven door Knap), waarbij Fiep Westendorp de kenmerkende illustraties verzorgde.
Verschillende bekende Amsterdammers zetten zich in voor de Witte bedjes-acties. Topmannequins gingen 's avonds collecteren in het uitgaansleven. Artiesten als Willy Alberti en André van Duin traden op in de City bioscoop in "de nacht van de witte bedjes". Een autopuzzelrit had groot succes.
Op 3 oktober 1967 werd de Stichting Witte Bedjes opgericht, zeer tegen de zin van Knap. De doelstelling werd verbreed naar "het 'geven van kleur' aan de witte bedjes in ziekenhuizen en instellingen voor gehandicapte kinderen."
De stichting is gelieerd aan Het Parool en doneerde onder meer aan kinderafdelingen van ziekenhuizen in Paramaribo; aan het Koningin Wilhelmina Fonds ten behoeve van kankerbestrijding bij kinderen; en aan het Feuerstein Centrum.